# Rener Gracie
Rener Gracie (10 de novembro de 1983) é um professor americano, faixa preta no Gracie Jiu-Jitsu.
É um instrutor da Gracie Jiu-Jitsu Academy, e co-criador da Gracie University. Ele é neto de Helio Gracie, o criador do Gracie Jiu-Jitsu, e o segundo filho mais velho de Rorion Gracie, o pai de Gracie jiu-jitsu nos Estados Unidos. A Universidade Gracie tem mais de 100 mil alunos ativos em 196 países que oferecem programas de defesa pessoal para homens, mulheres, crianças e forças de segurança. 